# یون جون سوک
یون جون سوک (کره‌ای: 연준석؛ زادهٔ ۱۵ دسامبر ۱۹۹۵) بازیگر اهل کره جنوبی است.

## فیلم‌شناسی

### مجموعه تلویزیونی
| سال  | عنوان                         | نقش                                        |
| ---- | ----------------------------- | ------------------------------------------ |
| ۲۰۰۴ | اولا بولا بلوجانگ             | Student whose money gets stolen (بیت پارت) |
| ۲۰۰۷ | آسمان و زمین                  | سه جون                                     |
| ۲۰۰۸ | ایلجیما                       | هان وو                                     |
| ۲۰۰۹ | میراث درخشان                  | گو اون وو                                  |
| ۲۰۱۰ | قطعاً همسایه‌ها                 | یون جونگ مین                               |
| ۲۰۱۲ | پایان خوش                     | کیم دونگ ها                                |
| ۲۰۱۲ | درامای ویژه کی‌بی‌اس: «یک گوشه» | چوی دونگ ها                                |
| ۲۰۱۲ | قوی باش آقای کیم              | ری چول ریونگ                               |
| ۲۰۱۳ | کوسه                          | جوانی هان یی سو                            |
| ۲۰۱۳ | پاسخ به ۱۹۹۴                  | کیم‌دونگ وو                                 |
| ۲۰۱۴ | درامای ویژه کی‌بی‌اس: «هیولا»   | هان ته سوک                                 |
| ۲۰۱۴ | آرزو کن                       | سونگ سوک هیون                              |
| ۲۰۱۶ | بانک شکلاتی                   | به دال سو                                  |
| ۲۰۱۸ | خدمتکار تو                    | پارک گا رام                                |
| ۲۰۱۸ | قهرمان عجیب من                | اوه یونگ مین                               |
| ۲۰۲۲ | دادستان بد                    | لی چول گی                                  |

## تئاتر
| سال       | عنوان | نقش | منابع  |
| --------- | ----- | --- | ------ |
| ۲۰۲۲–۲۰۲۳ | قرمز  | کن  | [ ۱۲ ] |